# Вареєво
Вареєво (рос. Вареево) — село в Палехському районі Івановської області Російської Федерації.
Населення становить 2 особи. Входить до складу муніципального утворення Пановське сільське поселення.

## Історія
Від 2005 року входить до складу муніципального утворення Пановське сільське поселення.

## Населення
| 1859 | 1905 | 2002 | 2010 |
| ---- | ---- | ---- | ---- |
| 129  | ↗144 | ↘4   | ↘2   |